# American Music Awards de 2010
O American Music Awards de 2010 ocorreu em 21 de novembro de 2010, no Nokia Theatre L.A. LIVE, em Los Angeles, nos Estados Unidos. A premiação reconheceu os artistas e álbuns mais populares ano de 2010. Os indicados foram anunciados em 12 de outubro de 2010 pela cantora estadunidense Demi Lovato e pelo cantor britânico Taio Cruz. O cantor canadense Justin Bieber foi indicado a, e ganhou, quatro prêmios, incluindo Artista do Ano. Os cantores estadunidenses Usher e Eminem ambos ganharam dois prêmios; tendo o primeiro sido indicado a três, e o segundo a cinco. No Brasil a premiação foi exibida ao vivo, com tradução simultânea, no canal fechado TNT.

## Performances
| Artista                               | Canção | Apresentado por                 |
| ------------------------------------- | --- | ------------------------------- |
| Rihanna                               | "Love The Way You Lie" What's My Name" Only Girl (In the World)"                                                                       | —                               |
| Enrique Iglesias Pitbull              | "Tonight (I'm Lovin' You)" I Like It"                                                                                                  | Eric Stonestreet Rico Rodriguez |
| Miley Cyrus                           | "Forgiveness and Love" | —                               |
| Diddy-Dirty Money                     | "Coming Home" | —                               |
| Kid Rock                              | "Times Like These" | Samuel L. Jackson               |
| The Black Eyed Peas                   | "The Time (The Dirty Bit)" | —                               |
| Katy Perry                            | "Firework" | —                               |
| Justin Bieber                         | "Pray" | Willow Smith                    |
| Bon Jovi                              | "What Do You Got?" You Give Love a Bad Name" It's My Life"                                                                             | —                               |
| P!nk                                  | "Raise Your Glass" | Kelly Osbourne                  |
| Ne-Yo                                 | "Champagne Life" "One in a Million" "Telekinesis" "Beautiful Monster"                                                                  | —                               |
| Taylor Swift                          | "Back to December" Apologize" | —                               |
| Christina Aguilera                    | "Express" | —                               |
| Usher Swedish House Mafia             | "DJ Got Us Fallin' in Love" "Miami 2 Ibiza" "One"                                                                                      | —                               |
| Train                                 | "Marry Me" Hey, Soul Sister" | —                               |
| Kesha                                 | "Take It Off" We R Who We R" | Michael Chiklis Julie Benz      |
| Carlos Santana Gavin Rossdale         | "Get It On" "Take Me to the River" | —                               |
| Backstreet Boys New Kids on the Block | "Everybody (Backstreet's Back)" "Hangin' Tough" "I Want It That Way" "Step by Step]" "You Got It (The Right Stuff)" "Larger than Life" | —                               |

## Vencedores e indicados
Os indicados ao American Music Awards de 2010 foram anunciados em 12 de outubro de 2010 por Demi Lovato e Taio Cruz. Os Artistas com maior número de indicações foram Eminem e Lady Antebellum, com cinco cada. O Artista que mais ganhou prêmios foi Justin Bieber, com 4.
| Artista do Ano (apresentado por Ryan Seacrest)                                               | T-Mobile Artista Revelação (apresentado por Natasha Bedingfield)                                                    |
| -------------------------------------------------------------------------------------------- | --- |
| - Justin Bieber - Eminem - Kesha - Katy Perry - Lady Gaga                                    | - Justin Bieber - B.o.B - Taio Cruz - Jason Derulo - Kesha                                                          |
| Cantor de Pop/Rock (apresentado por Julianne Hough e Keri Hilson)                            | Cantora de Pop/Rock                                                                                                 |
| - Justin Bieber - Eminem - Usher                                                             | - Lady Gaga - Kesha - Katy Perry                                                                                    |
| Banda/Dupla/Grupo de Pop/Rock (apresentado por Jenny McCarthy e John Legend)                 | Álbum de Pop/Rock                                                                                                   |
| - The Black Eyed Peas - Lady Antebellum - Train                                              | - My World 2.0 – Justin Bieber - Recovery – Eminem - Teenage Dream – Katy Perry                                     |
| Cantor de Country (apresentado por Mandy Moore e Sheryl Crow)                                | Cantora de Country (apresentado por Jessica Alba)                                                                   |
| - Brad Paisley - Jason Aldean - Luke Bryan                                                   | - Taylor Swift - Miranda Lambert - Carrie Underwood                                                                 |
| Banda/Dupla/Grupo de Country (apresentado por Nathan Fillion e Stana Katic)                  | Álbum Country |
| - Lady Antebellum - Rascal Flatts - Zac Brown Band                                           | - Play On – Carrie Underwood - Wide Open – Jason Aldean - Need You Now – Lady Antebellum                            |
| Artista de Rap/Hip-Hop                                                                       | Melhor Álbum de Rap/Hip-Hop                                                                                         |
| - Eminem - B.o.B - Drake                                                                     | - Recovery – Eminem - B.o.B Presents: The Adventures of Bobby Ray – B.o.B - Thank Me Later – Drake                  |
| Cantor de Soul/R&B (apresentado por Lady Antebellum)                                         | Cantora de Soul/R&B (apresentado por Taio Cruz, Nicki Minaj e Trey Songz)                                           |
| - Usher - Chris Brown - Trey Songz                                                           | - Rihanna - Alicia Keys - Sade                                                                                      |
| Álbum de Soul/R&B (apresentado por Heidi Klum)                                               | Melhor Trilha Sonora                                                                                                |
| - Raymond v. Raymond – Usher - The Element of Freedom – Alicia Keys - Soldier of Love – Sade | - Glee: The Music, Volume 3 Showstoppers – Glee - Iron Man 2 – AC/DC - The Twilight Saga: Eclipse – Vários Artistas |
| Artista de Rock Alternativo (apresentado por Nathan Fillion e Stana Katic)                   | Artista Adulto Contemporâneo (apresentado por The Band Perry)                                                       |
| - Muse - Phoenix - Vampire Weekend                                                           | - Michael Bublé - Lady Antebellum - Train                                                                           |
| Artista Latino (apresentado por Christina Milian e Johnny Weir)                              | Artista Inspirador Contemporâneo                                                                                    |
| - Shakira - Daddy Yankee - Enrique Iglesias                                                  | - MercyMe - Casting Crowns - TobyMac                                                                                |

## Ibope
A cerimônia foi assistida por 11,6 milhões de telespectadores e recebeu uma classificação preliminar de 4.3 pontos no Ibope, no grupo demográfico de 18 a 49 anos, tornando-se a classificação mais baixa na historia da cerimônia, que tinha grande concorrência do programa NBC Sunday Night Football.